# Chiojdeanca
Chiojdeanca è un comune della Romania di 1 840 abitanti, ubicato nel distretto di Prahova, nella regione storica della Muntenia.
Il comune è formato dall'unione di tre villaggi: Chiojdeanca, Nucet, Trenu.

## Storia
Il primo documento storico che cita la località risale al periodo della dominazione di Radu Paisie (1535-1545).

## Monumenti e luoghi d'interesse
Nel comune si trovano due chiese lignee:
- La chiesa Cuvioasa Paraschiva – Văgăuneşti, nell'abitato di Chiojdeanca, costruita nel 1792
- La chiesa Sfântul Dumitru, nell'abitato di Nucet, costruita nel 1774.